# Rodolfo Valenzuela Núñez
Rodolfo Valenzuela Núñez (Quetzaltenango, Guatemala, 26 de junho de 1954) é bispo de Verapaz, Cobán.
Rodolfo Valenzuela Núñez foi ordenado sacerdote em 28 de junho de 1980.
O Papa João Paulo II o nomeou Bispo Coadjutor de Verapaz em 19 de fevereiro de 1997. O Bispo de Verapaz, Gerardo Humberto Flores Reyes, concedeu-lhe a consagração episcopal em 19 de abril do mesmo ano; Os co-consagrantes foram Dom Giovanni Battista Morandini, Núncio Apostólico na Guatemala, e Victor Hugo Martínez Contreras, Arcebispo de Los Altos Quetzaltenango-Totonicapán.
Com a aposentadoria de Gerardo Humberto Flores Reyes em 22 de fevereiro de 2001, sucedeu-o no cargo de Bispo de Verapaz, Cobán.«RINUNCIA DEL VESCOVO DI VERA PAZ, COBÁN (GUATEMALA)» (em italiano). vatican.va. 22 de fevereiro de 2001
Em 22 de julho de 2014, o Papa Francisco o nomeou membro do Pontifício Conselho para a Promoção da Unidade dos Cristãos.